# Jean-Pierre Rambal
Jean-Pierre Rambal (ur. 13 września 1931 w Marsylii, zm. 18 września 2001 w Paryżu) – francuski aktor.

## Życiorys
Stał się szeroko znany dzięki roli żandarma Taupina w popularnej komedii Żandarm i kosmici (1978) z Louisem de Funèsem w roli głównej. Pojawił się tylko w tej jednej części cyklu o żandarmach. W kolejnym filmie pt. Żandarm i żandarmetki (1982) nie zagrał ze względu na zobowiązania teatralne. Zastąpił go Patrick Préjean.
Zagrał także w dwóch filmach Philippe’a de Broki, w których gwiazdą był Jean-Paul Belmondo: Wspaniały (1973) i Niepoprawny (1975). U de Broki pojawił się także w filmach: Dowcipniś (1960) oraz Komisarz w spódnicy (1977). Był narratorem w komedii Kapuśniaczek (1981) z de Funesem.